# Dom Kowala w Katowicach
Dom Kowala w Katowicach – budynek mieszkalny w Katowicach, położony przy ulicy ks. L. Markiefki 72, na terenie dzielnicy Bogucice, powstały w XIX wieku, zniszczony w wyniku pożaru 13 maja 2021 roku i rozebrany na początku lutego 2025 roku. 

## Historia

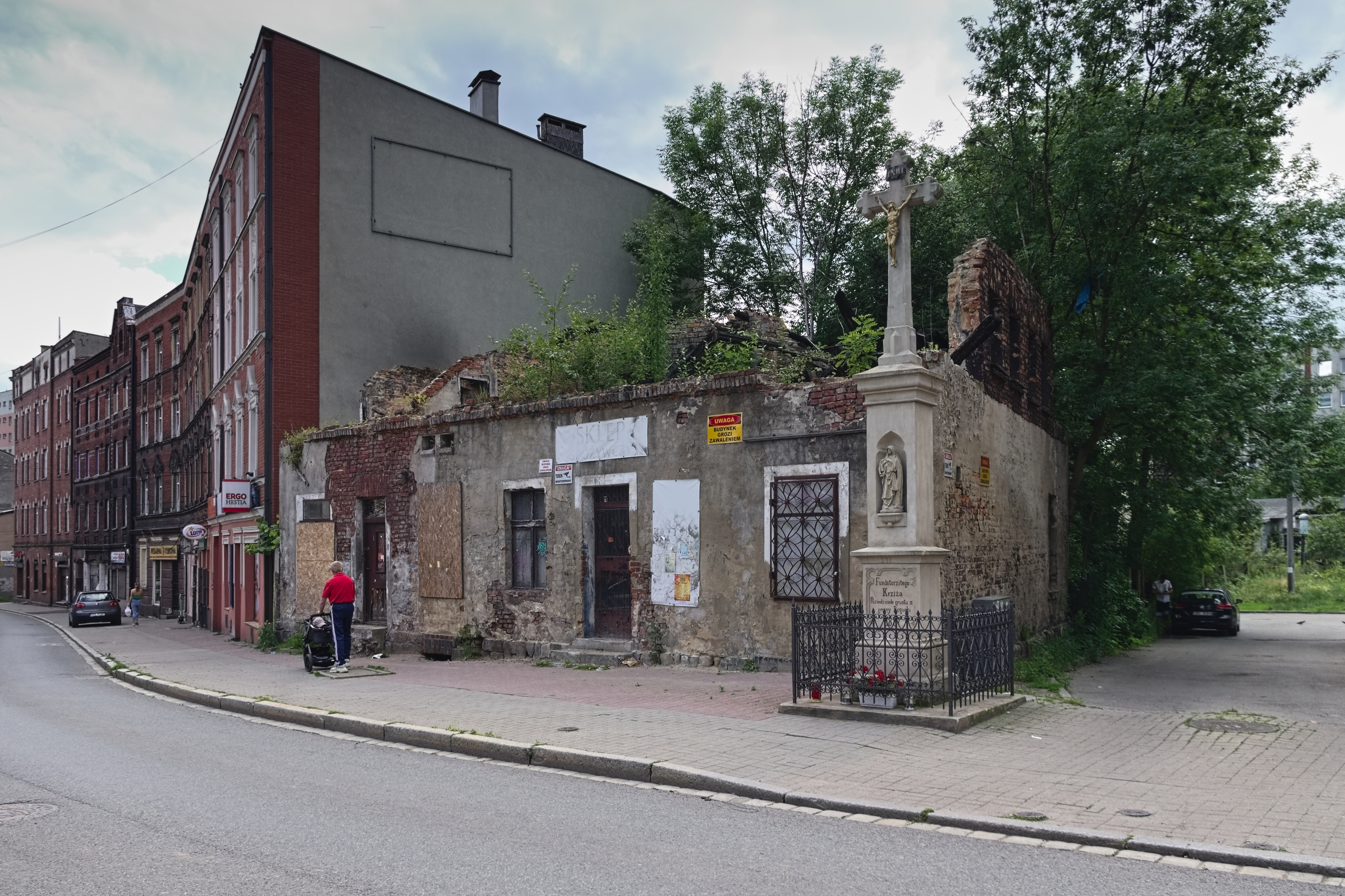
Budynek po pożarze (2024)

Był to jeden z najstarszych budynków w Bogucicach; pojawiał się już na mapach z lat 80. XIX wieku. W budynku mieszkał kowal Johann Cziosska. Na podwórzu, tuż nad otwartym kanałem, mieściły się zabudowania jego kuźni. Z czasem posesja stała się własnością pochodzącego z Janowa Jana Szczygła. 13 czerwca 1922 roku dach budynku został strawiony przez pożar. W 1930 roku nieruchomość zakupił Stanisław Lewandowski. Nowy właściciel planował wyburzyć dom, by postawić w jego miejscu modernistyczną kamienicę, ale plany te pokrzyżował wybuch II wojny światowej. 
W Domu Kowala przed jego opróżnieniem działał m.in. sklep warzywny. 13 czerwca 2021 roku około godziny 13:00 doszło do pożaru poddasza pustego wówczas budynku. W akcji gaśniczej brało udział kilkanaście jednostek ratowniczo-gaśniczych straży pożarnej z Katowic i okolicznych miast. W wyniku pożaru spłonął dach domu. Nikt nie został w wyniku tych wydarzeń poszkodowany. 
Z uwagi na nieznane miejsce przebywania właścicieli domu oraz zły stan techniczny, władze miasta postanowiły nie ratować budynku. W maju 2022 roku o planach wyburzenia budynku poinformował media katowicki radny Damian Stępień, a 13 września 2024 roku przekazał, że po wnikliwej analizie stanu technicznego budynku Powiatowy Inspektor Nadzoru Budowlanego w Katowicach podjął decyzję o konieczności przeprowadzenia pełnej rozbiórki obiektu, którą przeprowadzono na początku lutego 2025 roku.

## Charakterystyka
Dom Kowala położony był przy ulicy ks. L. Markiefki 72 (róg z ulicą Kowalską), na terenie dzielnicy Bogucice. Był to budynek wybudowany w tradycyjnym stylu budownictwa ludowego, murowany z cegły, z kamienną podmurówką, zwieńczony dwuspadowym dachem. Miał dwie kondygnacje nadziemne i jedną podziemną. Powierzchnia zabudowy budynku wynosiła 143 m².
W miejscu, przed którym stał Dom Kowala, znajduje się krzyż przydrożny „Boża Męka” pochodzący z 1887 roku.
Dom Kowala w momencie rozbiórki nie był wpisany ani do rejestru zabytków nieruchomych, ani do gminnej ewidencji zabytków miasta Katowice.